# Caspar Wistar (bác sĩ)
Caspar Wistar (sinh ngày 13 tháng 9 năm 1761  –  mất ngày 22 tháng 1 năm 1818, còn được gọi là Caspar Wistar the Younger để tránh nhầm lẫn với tên ông nội) là bác sĩ và nhà giải phẫu học người Mỹ.

## Tiểu sử
Caspar Wistar sinh ra tại Philadelphia, Pennsylvania, là con trai của Richard Wistar (1727–1781) và Sarah Wyatt (1733–1771). Ông là cháu trai của thợ làm kính Caspar Wistar (1696–1752), một người nhập cư gốc Đức theo Giáo hữu hội.

### Giáo dục
Wistar học tập tại quê hương, được đào tạo kỹ lưỡng về nền văn minh cổ điển. Ông bắt đầu quan tâm đến y học khi giúp đỡ chăm sóc những người bị thương sau trận chiến ở Germantown. Ông thực hiện những nghiên cứu đầu tiên dưới sự chỉ đạo của Tiến sĩ John Redman. Ông học ngành y khoa, ban đầu tại Đại học Pennsylvania (nhận bằng Cử nhân Y khoa năm 1782), và sau đó tại Đại học Edinburgh (nhận bằng Bác sĩ Y khoa năm 1786). Trong thời gian ở Scotland, hai năm liên tiếp Wistar giữ chức chủ tịch Hiệp hội Y khoa Hoàng gia Edinburgh, đồng thời là chủ tịch của một hiệp hội điều tra chuyên sâu về lịch sử tự nhiên.

### Sự nghiệp
Khi trở về Hoa Kỳ vào tháng 1 năm 1787, Wistar bắt đầu hành nghề tại Philadelphia, được phân công làm bác sĩ cho Phòng khám bệnh và phát thuốc Philadelphia. Ông là giáo sư hóa học và giáo sư viện y học thuộc Đại học Philadelphia từ năm 1789 cho đến năm 1792, khi viện này sáp nhập với khoa y thuộc Đại học Pennsylvania. Nơi đây, ông làm trợ giảng bộ môn giải phẫu, hộ sinh và phẫu thuật. Năm 1808, do cộng sự của mình là Tiến sĩ William Shippen Jr. qua đời, Wistar trở thành trưởng bộ môn giải phẫu đến hết đời. Ông được bầu làm thành viên của Viện Hàn lâm Khoa học và Nghệ thuật Hoa Kỳ năm 1803.

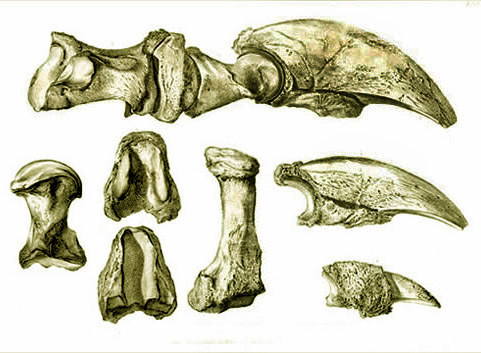
Xương của con lười khổng lồ thời tiền sử, được Wistar mô tả trong một bài báo năm 1799 cho các Văn kiện hội nghị chuyên môn thuộc Hiệp hội triết học Mỹ

Để phục vụ giảng dạy tại Đại học Pennsylvania, ông phát triển bộ mô hình giải phẫu bằng cách tiêm sáp để bảo tồn thi thể người. 2 tập sách A System of Anatomy (Hệ thống Giải phẫu) lần lượt xuất bản từ năm 1811 đến năm 1814. Danh tiếng các nghiên cứu đã thu hút sinh viên đến nghe bài giảng. Ông được bổ nhiệm làm bác sĩ tại Bệnh viện Pennsylvania cho đến năm 1810.
Wistar khuyến khích mọi người đi tiêm chủng. Trong trận dịch sốt vàng năm 1793, vị bác sĩ này đã mắc phải căn bệnh này khi chăm sóc bệnh nhân của mình.
Wistar có thói quen cho mọi người tụ họp tại nhà mình mỗi tuần một lần vào mùa đông. Tại các cuộc tụ họp này, sinh viên, công dân, nhà khoa học và khách du lịch gặp gỡ nhau và thảo luận về các chủ đề họ quan tâm. Trong biên niên sử của Philadelphia có ghi rằng truyền thống này được những cư dân khác của thành phố tiếp nối khá lâu dài sau khi ông qua đời.
Năm 1787, ông được bầu làm thành viên của Hiệp hội triết học Hoa Kỳ, sau đó được thăng lên chức phó chủ tịch vào năm 1795 và chức chủ tịch vào năm 1815 (sau khi Thomas Jefferson từ chức), ông giữ vai trò này cho đến khi qua đời. Vị bác sĩ này cũng từng là chủ tịch Hiệp hội Xóa bỏ Chế độ Nô lệ, kế nhiệm Benjamin Rush.
Nhà thực vật học Thomas Nuttall đặt tên chi Wisteria để vinh danh (đáng lẽ ra là Wistaria, tuy nhiên lỗi chính tả vẫn được Quy tắc danh pháp thực vật quốc tế giữ nguyên). Viện Giải phẫu và Sinh học Wistar được cháu trai ông tên là Isaac Jones Wistar thành lập vào năm 1892 tại Đại học Pennsylvania.
Wistar và Thomas Jefferson cùng nhau tiếp cận hóa thạch của nhóm megalonyx (đã tuyệt chủng) và qua đó ông gửi cho Meriwether Lewis một số khuyến nghị về các đợt khảo cổ của Lewis và Clark.

## Gia đình
Năm 1788, Wistar kết hôn với Isabella Marshall nhưng không may, người vợ đầu đã qua đời vào năm 1790, hai năm sau đó. Ông kết hôn với Elizabeth Mifflin vào năm 1798.
Anh trai là Richard (20 tháng 7 năm 1756 – 6 tháng 6 năm 1821) là một thương gia ở Philadelphia, người đã xây dựng một cửa hàng lớn, thành lập doanh nghiệp kinh doanh sắt thép. Với lợi nhuận của mình, Richard mua đất và nhà ở vùng ngoại ô Philadelphia. Trong Chiến tranh Cách mạng Hoa Kỳ, Richard bảo vệ tài sản của mình bằng cách tự vũ trang để bảo vệ. Richard làm thanh tra nhà tù, và là một trong những ủng hộ xây dựng Công ty Thư viện Philadelphia và Bệnh viện Pennsylvania.
Caspar là anh em họ của nhà viết ký sự cách mạng Sally Wister và cháu trai của Samuel Morris.